# Спутник (гостиница)
«Спу́тник» — гостиница, расположенная в Выборгском районе Санкт-Петербурга (Россия), на проспекте Тореза.
Ближайшая станция метро — «Площадь Мужества». В гостинице 214 номеров различных категорий.

## История
Здание появилось в проекте застройки проспекта, разработанного под руководством В. Ф. Белова в конце 1950-х годов как вертикальная доминанта проспекта Тореза. Первоначально планировалось, что здание станет общежитием, однако в итоге было отдано под гостиницу.
Здание было построено в 1967—1968 гг. по проекту архитекторов Л. Ю. Гальперина, М. В. Шилова, С. С. Эстрина, М. И. Иоффе, Н. А. Небогатикова.
В период приватизации гостиница стала известна в связи с убийством бандой В. Беляева директора гостиницы Б. Иванова (это дело по мнению журналистов было связано с убийством Михаила Маневича 1997 года). Процесс банды Беляева стал первым в России применением института защиты свидетеля.
После этих событий гостиница считалась очень скандальным объектом в связи с долговременной нулевой прибылью предприятия и отказом акционеров выкупить государственную долю.
Имеется: охраняемая парковка, кафе, конференц-зал, салон красоты, прачечная. В здании гостиницы расположен ночной клуб.